# GoPro Grand Prix of Sonoma
Der GoPro Grand Prix of Sonoma ist ein Automobilrennen der höchsten Kategorie im American Championship Car Racing auf dem Sonoma Raceway in Sonoma, Kalifornien, Vereinigte Staaten. Die Veranstaltung fand erstmals 1970 im Rahmen der USAC Championship Car statt. Bis die IndyCar Series das Rennen 2007 in ihren Rennkalender aufgenommen hatte, fand die Veranstaltung nicht statt.

## Ergebnisse
| Auflage | Jahr          | Serie           | Sieger                            | Zweiter                            | Dritter                          | Pole-Position                     | Schnellste Runde                      |
| ------- | ------------- | --------------- | --------------------------------- | ---------------------------------- | -------------------------------- | --------------------------------- | ------------------------------------- |
| 01      | 1970          | USAC            | Dan Gurney (Eagle-Ford)           | Mario Andretti (Brawner Hawk-Ford) | Al Unser (Colt-Ford)             | Mark Donohue (Lola-Chevrolet)     | nicht bekannt                         |
|         | 1971 bis 2004 | kein Grand Prix | kein Grand Prix                   | kein Grand Prix                    | kein Grand Prix                  | kein Grand Prix                   | kein Grand Prix                       |
| 02      | 2005          | IndyCar Series  | Tony Kanaan (Dallara-Honda)       | Buddy Rice (Panoz-Honda)           | Alex Barron (Dallara-Toyota)     | Ryan Briscoe (Panoz-Toyota)       | Tony Kanaan (Dallara-Honda)           |
| 03      | 2006          | IndyCar Series  | Marco Andretti (Dallara-Honda)    | Dario Franchitti (Dallara-Honda)   | Vitor Meira (Dallara-Honda)      | Scott Dixon (Panoz-Honda)         | Tony Kanaan (Dallara-Honda)           |
| 04      | 2007          | IndyCar Series  | Scott Dixon (Dallara-Honda)       | Hélio Castroneves (Dallara-Honda)  | Dario Franchitti (Dallara-Honda) | Dario Franchitti (Dallara-Honda)  | Tony Kanaan (Dallara-Honda)           |
| 05      | 2008          | IndyCar Series  | Hélio Castroneves (Dallara-Honda) | Ryan Briscoe (Dallara-Honda)       | Tony Kanaan (Dallara-Honda)      | Hélio Castroneves (Dallara-Honda) | Hélio Castroneves (Dallara-Honda)     |
| 06      | 2009          | IndyCar Series  | Dario Franchitti (Dallara-Honda)  | Ryan Briscoe (Dallara-Honda)       | Mike Conway (Dallara-Honda)      | Dario Franchitti (Dallara-Honda)  | Hélio Castroneves (Dallara-Honda)     |
| 07      | 2010          | IndyCar Series  | Will Power (Dallara-Honda)        | Scott Dixon (Dallara-Honda)        | Dario Franchitti (Dallara-Honda) | Will Power (Dallara-Honda)        | J. R. Hildebrand (Dallara-Honda)      |
| 08      | 2011          | IndyCar Series  | Will Power (Dallara-Honda)        | Hélio Castroneves (Dallara-Honda)  | Ryan Briscoe (Dallara-Honda)     | Will Power (Dallara-Honda)        | Will Power (Dallara-Honda)            |
| 09      | 2012          | IndyCar Series  | Ryan Briscoe (Dallara-Honda)      | Will Power (Dallara-Honda)         | Dario Franchitti (Dallara-Honda) | Will Power (Dallara-Honda)        | Ryan Hunter-Reay (Dallara-Honda)      |
| 10      | 2013          | IndyCar Series  | Will Power (Dallara-Chevrolet)    | Justin Wilson (Dallara-Honda)      | Dario Franchitti (Dallara-Honda) | Dario Franchitti (Dallara-Honda)  | Will Power (Dallara-Chevrolet)        |
| 11      | 2014          | IndyCar Series  | Scott Dixon (Dallara-Chevrolet)   | Ryan Hunter-Reay (Dallara-Honda)   | Simon Pagenaud (Dallara-Honda)   | Will Power (Dallara-Chevrolet)    | Hélio Castroneves (Dallara-Chevrolet) |